# Die Verzauberung
Die Verzauberung ist ein Roman von Hermann Broch, der 1953 posthum erschien und unter den Titeln Der Versucher,  O Encantamento, Demeter und Die Verzauberung ediert wurde.

## Entstehungs- und Editionsgeschichte
1935 begonnen, wurde der Text bereits Anfang 1936 als erster Band einer geplanten Demeter-Trilogie abgeschlossen. Doch der Autor hat nur diesen einen Band der Trilogie fertiggestellt. In den Jahren 1936 bis 1950 hatte Broch Änderungen am Text in Angriff genommen, jedoch nicht beendet. Nach Brochs Tod kam 1952 eine Fassung heraus, die Felix Stössinger unter dem Titel Der Versucher aus den genannten Nachbearbeitungsversuchen des Autors kompiliert hat. Die in der nicht abgeschlossenen zweiten Fassung fehlenden Abschnitte des Romans wurden nach der ersten Fassung ergänzt. Diese Version ist also umfassender als die heute unter dem von Broch aufgegebenen Titel „Die Verzauberung“ verbreitete (erste) Fassung. Der Versucher wurde in den Jahren 1960 bis 1970 in Französisch, Japanisch, Ungarisch, Tschechisch und Polnisch aufgelegt. 1967 wurde erstmals die fragmentarische dritte (definitive) Fassung unter dem Titel „Demeter“ in der Bibliothek Suhrkamp veröffentlicht. 1969 folgte eine integrale Edition aller drei Fassungen des Bergromans in vier Bänden.

## Zeit und Ort der Handlung
Der Roman spielt in einem Alpendorf vom März bis November eines Jahres – etwa zehn Jahre nach dem Ende des Ersten Weltkrieges.

## Vorgeschichte
Der Ich-Erzähler, ein alternder beleibter Landarzt, legt in die Romanmitte die Geschichte seiner Liebe ein. Die Begebenheit liegt über 15 Jahre zurück. Der damals 42-jährige, in der Stadt wissenschaftlich arbeitende Arzt gesteht einer 28-jährigen Kollegin seine Liebe. Die Beziehung hält auch noch, als sich erweist, dass die Ärztin im kommunistischen Widerstand aktiv ist. Die junge Frau, die vom Erzähler ein Kind erwartet, vergiftet sich nach einem gescheiterten Attentat auf einen Politiker.
Der Arzt reist daraufhin (14 Jahre vor dem eigentlichen Handlungsbeginn) zu einem Erholungsaufenthalt aus der Stadt in das Bergdorf Kuppron und bleibt dort. Eines seiner Motive für die Stadtflucht, so will der Erzähler den Leser eingangs glauben machen, sei die Verachtung des wissenschaftlichen Fortschritts gewesen.

## Inhalt
Der Erzähler kommt in jenem Dorf Kuppron, dem Ort der Handlung an dem gleichnamigen Berg, beruflich mit allen möglichen Einwohnern ins Gespräch. So erfährt er, der 18-jährige Peter Sabest hat die 16-jährige Agathe Strüm geschwängert. Der Häusler Strüm freut sich, dass er Großvater werden wird. Der Herr Doctor mischt sich immer einmal in die Angelegenheiten seiner Kundschaft ein. In dem Fall empfiehlt er, die Familie des werdenden Vaters ins Bild zu setzen. Davon hält nun der Häusler Strüm wenig. Solche wie der Wirt und Fleischer Theodor Sabest „wollen keine Häuslertochter, die wollen höher hinaus“.
„Eine böse und närrische Mystik“ wird in dem Roman zelebriert. Dieses zunehmend beunruhigende Geschehen rankt sich um die Person des Kleinbürgers und Landstreichers Marius Ratti. Marius hat Agathe eine Hexe geschimpft. Überhaupt vertritt der Dahergelaufene vor den Bergbauern merkwürdige „Zurück-zur-Natur“-Ansichten. Er will im Dorf sowohl das Radio als auch den Maschinendrusch abschaffen. Einige aus dem Dorf meinen, der Marius, ein Rutengänger, werde sie erlösen. Aus einem stillgelegten Stollen im Berg Kuppron sei durchaus noch Gold zu schürfen, behauptet Marius Ratti und findet bei manchem der Gäste in Sabests Wirtshaus ein offenes Ohr. Der Doctor aber sagt dem Marius unter vier Augen seine Meinung ins Gesicht: „Sie wollen die Macht.“ Marius bejaht. Außer dem Arzt durchschauen nur wenige Dorfbewohner das närrische Treiben des Ankömmlings: Mutter Gisson und ihr Sohn, der Bergmathias.
Marius Ratti ist bei Mutter Gissons Schwiegersohn, dem Bauer Miland, untergekommen. Irmgard Miland, die Enkelin der Mutter Gisson, wird die Bergbraut. Diese ist aus den Klauen von Drachen und Lindwürmern zu befreien. In dem betreffenden Steinsegen, im Anschluss an eine Prozession hinauf zum Kuppron, wird die erwählte Jungfrau alljährlich im Rahmen einer vorzeitlichen Naturbeschwörung am Zwergenstollen sodann mit dem Berg vermählt. Die Alteingesessenen, vorwiegend aus dem Oberdorf, an der Spitze Mutter Gisson und Thomas Suck, führen den schweißtreibenden Marsch bergauf an. Suck ist ein kinderreicher Holzknecht und tritt gelegentlich als der frohgemute Geschichtenerzähler im Dorf auf. Mutter Gisson beabsichtigt, die Enkelin nach der Ernte zu sich ins Oberdorf zu nehmen. Denn Irmgard ist inzwischen dem Marius hörig. Marius und der Wenzel haben bereits das ganze Unterdorf – in dem Irmgard wohnt – aufgewiegelt. Mutter Gisson hält Marius für einen Zauberer, der den Welterlöser spielen wolle. Und Zauberer verführten. Wenzel, ein Landstreicher wie Marius, wurde von letzterem ebenfalls bei Bauer Miland vorläufig untergebracht. Zu einer ersten Kraftprobe zwischen dem Bergmathias und den Ratti-Anhängern kommt es, als die jungen Goldsucher aus dem Unterdorf den vermauerten Schachteingang zum Zwergenstollen öffnen wollen. Wenzel führt die gedrillte paramilitärische Einheit wie ein General an. Als einen seiner Gehilfen hat Wenzel den Peter Sabest im Gefolge. Auf der Seite des Bergmathias stehen nur der Suck und der Herr Doctor. Allerdings sind der Bergmathias und Suck mit Gewehren bewaffnet. Hingegen die aus dem Unterdorf tragen lediglich Messer. Die drei können die Übermacht in die Flucht schlagen. Suck bedauert hinterher mehrfach, dass er auf Geheiß des Herrn Doctor den Wenzel nicht erschießen durfte.
Der Erzähler und Mutter Gisson sind sich einig, Irmgard – in Marius Rattis Nähe – ist in großer Gefahr. Mutter Gisson nimmt die Enkelin zu sich ins Oberdorf. Aber der impotente Ratti folgt ihr aus dem Unterdorf. Irmgard meint, er liebe sie. Das junge Mädchen will von ihm ein Kind, weiß aber, er werde sie umbringen. Ratti führt die Tat nicht eigenhändig aus. Da er die Kupproner fast ausnahmslos in seinem „singenden Tonfall“ verzaubert hat, tut das Theodor Sabest. Die Behörde wird verständigt. Sabest, der „Teufelskerl“, richtet sich selbst. Ein Sündenbock muss her. Der völlig schuldlose Wetchy, Agent der Dreschmaschinenfabrik, ein Städter wie der Erzähler, soll gelyncht werden. Der Erzähler verhindert die Untat. Irmgard wird begraben. Irmgards Vater, der Bauer Miland, schickt den Ratti – gegen den Willen des Doctors – nicht fort; ist ihm nach wie vor verfallen. Ratti wird von den Mächtigen des Dorfes in den Gemeinderat lanciert und hält sich dort.
Unter Wenzels Kommando wird der Zwergenstollen wieder aufgemacht. Die Goldsuche beginnt. Wenzel und ein Goldsucher werden im Stollen verschüttet. Wenzel, schwer verletzt, wird gerettet. Die Zwergengrube wird von der Bergbehörde gesperrt.
Wetchy macht einen Rückzieher; siedelt in die Stadt über. Mutter Gisson, gebrochen, gibt den Widerstand gegen Marius Ratti auf und stirbt. Agathe, die Hoffnungsträgerin im Roman, bringt ihr Kind zur Welt.
Geradezu unglaublich erscheint jene o. g. unerhörte Begebenheit. Gemeint ist der nächtliche Ritualmord an der Bergbraut Irmgard Miland, begangen von Theodor Sabest anlässlich einer Bergkirchweih am Kalten Stein. Unter den Augen der beinahe vollständig versammelten Dorfbevölkerung wird das Mädchen auf einem keltischen Opfertisch mit einem Schlächtermesser umgebracht. Genauer, unmittelbar vor der Tat wird zwar eine Fackel nach der anderen gelöscht. Doch sind fast alle Personen der Handlung zum Tatzeitpunkt am Tatort versammelt. Das Ungeheuerliche: Es wird von keinem Menschen berichtet, der gegen die Ermordung auftritt. Das Ungeheuerlichste: Sogar der Erzähler, ein aufgeklärter, ehemals aktiv forschender Naturwissenschaftler, ein über den ganzen Roman hinweg gesittet, besonnen und human auftretender Vernunftmensch, begehrt nicht auf – weder innerlich noch äußerlich. Wie kann das möglich sein? Der Erzähler liefert prompt die bündige Antwort: Marius Ratti hat das ganze Dorf – auch seine Gegner, als da am Tatort anwesend sind der Erzähler und die Mutter Gisson – verzaubert; vornehmlich mit Worten im „Prophetenton“ betrunken gemacht. Marius Ratti hat die Mordtat vorbereitet mit mystisch verquastem Gewäsch. Der Bergmathias und Suck, die zwei wehrhaften Männer, sind anscheinend zum Tatzeitpunkt nicht am Tatort anwesend.
Nicht hinnehmbar ist das Verhalten der Kirchweih-Teilnehmer nach der Tat. Nachdem die Fackeln wieder entfacht sind, zerstreut man sich nicht etwa betroffen und ernüchtert, sondern betrinkt sich mit Freibier. Eigentlich passt die Gefühlsroheit zu den unmittelbar vor der Tat berichteten Brutalitäten. Etliche Dorfbewohner wollten Menschenblut fließen sehen. Auch danach geht man selbst im Familienkreis Miland zur Tagesordnung über. „Sinnesverwirrung im Augenblick der Tat ist ein Strafaussetzungsgrund“. Das Leben geht weiter. Mutter Gisson bringt die jüngere Enkelin vor Marius Ratti in Sicherheit, kümmert sich um Frau Sabest und deren potentielle Schwiegertochter Agathe.

## Form
Mitunter springt der Erzähler unvermittelt in das Präsens, fällt aber rasch wieder in sein Präteritum zurück. Ausufernde Schilderungen der alpinen Natur über die Jahreszeiten hinweg wechseln ab mit tiefen Blicken in die Psyche der Protagonisten inklusive in die des Erzählers selbst. Aus dem Fundus des zahlreichen Romanpersonals hat der Autor nur einige wenige Personen erzählerisch ausgeformt. So gibt Broch dem reichen, geschäftstüchtigen Robert Lax, dem „eigentlichen Beherrscher der Gemeinde“, dem ersten Gemeinderat, zwar deutlich erkennbar erhebliche Mitschuld am Tode Irmgards, doch der Leser muss raten: Wer oder was für ein Mensch könnte Lax sein?
In manchen Passagen provoziert der erzählende Landarzt geradezu den Unmut des Lesers. So kommt zum Beispiel dem Erzähler „die Verquickung von Gemeindepolitik und Bergzauber lächerlich“ vor. Daraus mag seine halbwegs objektive Schreibhaltung folgen. Er steht diese aber nicht durch. Denn am Romanende wechselt der schreibende Arzt unerwartet ins mystische Fach über. Das ist die Szene, in der Mutter Gisson im Beisein des Erzählers im Bergwald stirbt und unterdessen die Stimme der toten Irmgard Miland spricht.
Die Darstellung des Landarztes grenzt mitunter an Selbstgefälligkeit. An keiner einzigen Romanstelle wird die Autorität des Erzählers in Zweifel gezogen. Respekt, ja Ehrfurcht, vor dem gestandenen Mediziner dominiert durchgängig – selbst unter den notorischen Bösewichtern, als da herausragen Marius Ratti und Wenzel. Sobald der Arzt auftritt und sein Machtwort spricht, kneift ausnahmslos – zumindest zeitweilig – jeder Raufbold und jeder Unruhestifter.

## Zitate
- „Niemandem ist es leicht gemacht, Ebenbild Gottes zu bleiben.“[23]
- „Wer wandert, der läuft vor dem Tod davon.“[24]
- „Der Rhythmus der Arbeit ist ein guter Herr der Menschen.“[25]
- „Wer haßt, ist ein armer Teufel.“[26]
- „Ein Narr findet viele Narren.“[27]
- „Nur wer in seinem eigenen Ich verbleibt, vermag glücklich oder unglücklich zu sein.“[28]

## Selbstzeugnisse
Broch hat den Roman 1936, 1940 und 1941 kommentiert.
- In dem Kommentar aus dem Jahr 1936, einer Inhaltsangabe, fallen Diskrepanzen zu dem in der Quelle publizierten Romantext auf.[32]
- Aber in dem Kommentar aus dem Jahr 1940 trifft Broch einen Nerv seines Romans. Anfangs hielt der Landarzt, der Erzähler, kritische Distanz zu dem Narren Marius Ratti. Schließlich wird auch der Arzt „von dem Taumel“ der Dorfbevölkerung „ergriffen“.[33]
- Im Kommentar aus dem Jahr 1941 spricht Broch endlich jenes Schreibanliegen aus, das von der argumentierenden Broch-Forschung aufgegriffen wurde: die tiefenpsychologische Analyse eines verführbaren Volkes. Der Autor wollte die Wurzeln des „deutschen Geschehens“ (gemeint sind die Vorgänge ab 1933) bloßlegen.

## Rezeption
- Religion und Zeitkritik sind nach Lützeler[34] zwei große Romanthemen. In einem Gleichnis werde der Aufstieg des Nationalsozialismus dargestellt.[35]